# Achouak Tekouk
Achouak Djamila Tekouk (arab. تكوك جميلة أشواق ;ur. 2003) – algierska zapaśniczka walcząca w stylu wolnym. Srebrna medalistka mistrzostw Afryki w 2023 i 2025. Wicemistrzyni Afryki juniorów w 2020, 2022 i 2023 roku. 